# Danh sách phim điện ảnh Hàn Quốc năm 1949
Đây là danh sách phim được sản xuất tại Hàn Quốc vào năm 1949.
| Phát hành   | Tên tiếng Anh                               | Tên tiếng Hàn    | Đạo diễn         | Diễn viên | Thể loại                 | Ghi chú |
| ----------- | ------------------------------------------- | ---------------- | ---------------- | --------- | ------------------------ | ------- |
| 1949        |                                             |                  |                  |           |                          |         |
| 9 tháng 2   | A Hometown in Heart                         | 마음의 고향      | Yun Yong-gyu     |           | Phim truyền hình         | [ 1 ]   |
| 21 tháng 3  | Motherland                                  | 조국의 어머니    | Yun Dae-ryong    |           | Phim truyền hình         | [ 2 ]   |
| 9 tháng 4   | A Diary of Woman                            | 여성일기         | Hong Seong-ki    |           | Phim truyền hình         | [ 3 ]   |
| 30 tháng 4  | The Spirit of Goguryeo                      | 고구려의 혼      | Yim Woon-hak     |           | Lịch sử                  | [ 4 ]   |
| 10 tháng 5  | Phim tài liệu of Baek Beom's Public Funeral | 백범 국민장 실기 | Yun Bong-chun    |           | Phim tài liệu            | [ 5 ]   |
| 7 tháng 6   | A Patriot's Son                             | 애국자의 아들    | Yun Bong-chun    |           | Phim truyền hình         | [ 6 ]   |
| 25 tháng 6  | The Son of the Earth                        | 대지의 아들      | Shin Kyeong-gyun |           | Nhạc kịch xưa            | [ 7 ]   |
| 1 tháng 7   | Wind and Waves                              | 풍랑             | Woo Hyun         |           | Nhạc kịch xưa            | [ 8 ]   |
| 5 tháng 8   | A Fellow Soldier                            | 전우             | Hong Gae-myeong  |           | Chống chủ nghĩa cộng sản | [ 9 ]   |
| 13 tháng 8  | A Journey of Youth                          | 청춘행로         | Jang Hwang-yeon  |           | Nhạc kịch xưa            | [ 10 ]  |
| 15 tháng 8  | The Blue Hill                               | 푸른 언덕        | Yu Dong-il       |           | Musical                  | [ 11 ]  |
| 24 tháng 9  | Pilot An Chang-Nam                          | 안창남 비행사    | No Pil           |           | Tiểu xử danh nhân        | [ 12 ]  |
| 4 tháng 10  | Breaking the Wall                           | 성벽을 뚫고      | Han Hyung-mo     |           | Chống chủ nghĩa cộng sản | [ 13 ]  |
| 5 tháng 10  | For the Country                             | 나라를 위하여    | Ahn Jong-hwa     |           | Chống chủ nghĩa cộng sản | [ 14 ]  |
| 12 tháng 10 | The reality of the North Korea              | 북한의 실정      | Lee Chang-chun   |           | Phim tài liệu            | [ 15 ]  |
| 1 tháng 11  | A Mother                                    | 돌아온 어머니    | Lee Gye-ha       |           | Phim truyền hình         | [ 16 ]  |
| 15 tháng 11 | Pasi                                        | 파시             | Choi In-kyu      |           | Phim truyền hình         | [ 17 ]  |
| 10 tháng 12 | The Collapsed 38th Parallel                 | 무너진 삼팔선    | Yun Bong-chun    |           | Phim tài liệu            | [ 18 ]  |
|             | A Herd boy and a Golden Watch               | 목동과 금시계    | Lee Yong-min     |           | Phim truyền hình         | [ 19 ]  |
|             | A Judge                                     | 심판자           | Kim Seong-min    |           | Phim truyền hình         | [ 20 ]  |
|             | An Old Clown                                | 늙은 광대        | Gang Mun-su      |           |                          | [ 21 ]  |
|             | The Korean Textile Co.                      | 고려방직         | Bang Ui-seok     |           | Phim tài liệu            | [ 22 ]  |